# Quilombo (dança)
Quilombo é uma dança tradicional existente no estado brasileiro de Alagoas. 
A dança faz parte de uma tradição que é considerada uma sobrevivência histórica do Quilombo de Palmares, que a partir de meados do século XVIII se estabeleceu em terras da Comarca das Alagoas, então pertencente à Capitania de Pernambuco, mais particularmente na Serra da Barriga, no local onde hoje se situa a cidade de União dos Palmares.